# Makiraboszanger
De makiraboszanger (Phylloscopus makirensis) is  een endemische vogelsoort uit de familie van de Phylloscopidae.

## Verspreiding en status
Het is een vogel van tropische bergbossen op het eiland Makira (Salomonseilanden). Het zijn vogels die voorkomen in dicht struikgewas.

## Status
De grootte van de populaties is niet gekwantificeerd, maar de vogel is nog algemeen voorkomend binnen een klein, geschikt habitat, maar gaat in aantal achteruit. Echter, het tempo ligt onder de 30% in tien jaar (minder dan 3,5% per jaar). Om deze reden staat deze boszanger als niet bedreigd op de Rode Lijst van de IUCN.

## Taxonomie
De soort werd in  1929 verzameld op het eiland Makira en zes jaar later door Ernst Mayr beschreven als ondersoort van de bergboszanger (P. trivirgatus makirensis). Op de Rode lijst van de IUCN staat de soort als ondersoort van de papoeaboszanger (P. poliocephalus). De soort is onderdeel van een complex van nauw verwante soorten in vergelijkbaar habitat waartoe de bergboszanger, luzonboszanger (P. nigrorum), sulawesiboszanger (P.  sarasinorum), papoeaboszanger en de Timorese boszanger (P. presbytes) behoren.